# Cầu Hang Tôm
Cầu Hang Tôm là một cây cầu bắc qua sông Đà trên Quốc lộ 12, nối liền hai tỉnh Điện Biên và Lai Châu, Việt Nam.

## Vị trí

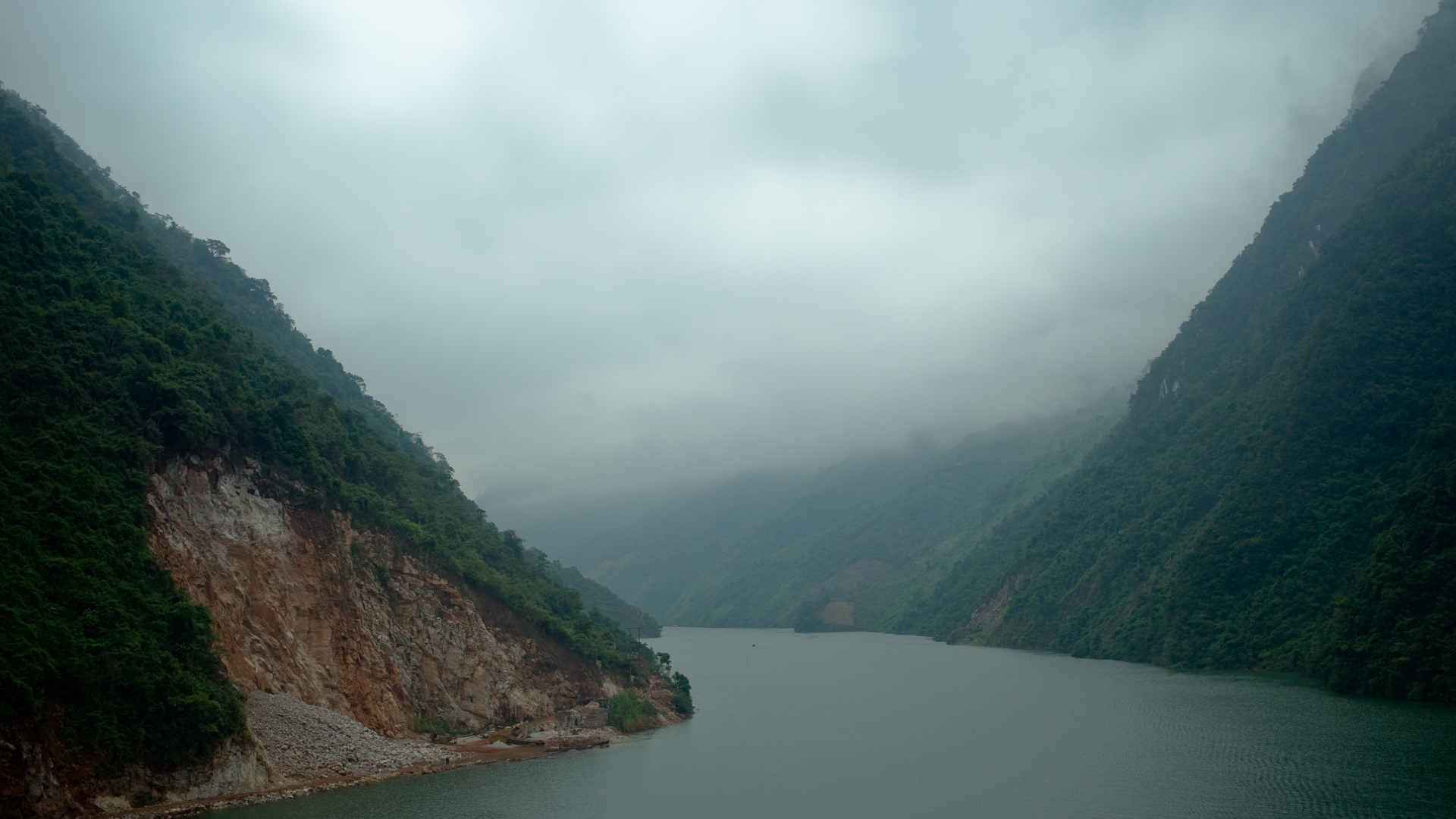
Một đoạn sông Đà nhìn từ cầu Hang Tôm

Hiện nay, cầu Hang Tôm nối phường Sông Đà thuộc thị xã Mường Lay, tỉnh Điện Biên (trước đây là thị xã Lai Châu cũ) với xã Lê Lợi thuộc huyện Nậm Nhùn, tỉnh Lai Châu. Cầu nằm cách đều hai thành phố Điện Biên Phủ và Lai Châu khoảng 100 km.

## Lịch sử
Cầu Hang Tôm cũ được xây dựng từ năm 1967, đến năm 1973 được đưa vào sử dụng. Đây từng là cây cầu dây văng lớn nhất Đông Dương lúc bấy giờ nên cầu được đặt biệt danh là "Đông Dương đệ nhất cầu". Cầu có chiều dài 140 m, là một điểm nhấn của vùng núi Tây Bắc. Theo người dân địa phương, cầu có tên "Hang Tôm" do khúc sông này xưa có rất nhiều tôm.
Sau khi công trình thủy điện Sơn La hoàn thành, toàn bộ cây cầu cũ đã chìm xuống lòng hồ thủy điện khoảng 20 m.
Cầu Hang Tôm mới được khởi công xây dựng vào tháng 10 năm 2008, cách cầu cũ khoảng 600 m về phía thượng lưu. Cầu mới có chiều dài 362,4 m, chiều rộng 9 m, gồm bốn nhịp dầm bê tông cốt thép dự ứng lực đặt trên bốn trụ và hai mố, trong đó có hai nhịp dầm thông thuyền giữa sông dài 120 m.